# Dunhevedia serrata
Dunhevedia serrata är en kräftdjursart som beskrevs av Daday 1898. Dunhevedia serrata ingår i släktet Dunhevedia och familjen Chydoridae. Inga underarter finns listade i Catalogue of Life.